# 佛羅里達站 (卑爾根)
佛羅里達站（Florida haldeplass）是卑爾根輕鐵1號線的車站。車站座落於尼爾哥街上，南行方向離開本站後，便會跨越大隆格農莊湖（Store Lungegårdsvannet）的湖口，進入奧爾城鎮的範圍。
「佛羅里達」的拼法雖然與美國的佛羅里達州相同，但兩者其實沒有關連。

## 車站構造
採用標準的側式月台兩座，全長為約50米，設有無障礙斜道出入口，並以右側上落。本站沿用開業的月台編排模式，以軌道編號區分1號月台及2號月台。
月台中央部份為有蓋候車亭，設有多功能售票機、LED屏幕顯示屏及一張候車座椅，前後端皆為露天部份，同樣設有多張候車座椅及垃圾桶。
| 月台 | 路線    | 目的地         |
| ---- | ------- | -------------- |
| 1    | 1 1號線 | 卑爾根機場方向 |
| 2    | 1 1號線 | 城市公園方向   |

輕鐵月台旁邊的尼爾哥街設有同名的巴士站，但在現時的轉乘度下，本站並非屬於指定的巴士轉車站。

## 相鄰車站
卑爾根輕鐵
-   1   1號線

尼爾哥 - 佛羅里達 - 丹麥廣場

## 外部連結
- 卑爾根輕鐵佛羅里達站電子時間表 （页面存档备份，存于）
- Skyss 佛羅里達站電子時間表 （页面存档备份，存于）